# Zoli Ádok
Zoli Ádok, nome d'arte di Zoltán Ádok (Seghedino, 22 marzo 1976), è un cantante ungherese.
Ha rappresentato la Ungheria all'Eurovision Song Contest 2009 con la canzone Dance with Me.